# HTC Tattoo
De HTC Tattoo is een smartphone van het Taiwanese merk HTC. De smartphone draait op het besturingssysteem Android 1.6 met HTC Sense, een aangepaste grafische schil van HTC. Het is het kleinere en goedkopere broertje van de HTC Hero. Het toestel stond eerder bekend als de HTC Click. De Tattoo is officieel aangekondigd op 8 september 2009 en lag begin oktober in de winkels.

## Verwisselbare frontjes
Op 13 oktober 2009 maakte HTC bekend dat het voor gebruikers van de HTC Tattoo mogelijk zal worden om een frontje te ontwerpen op de website van HTC die vervolgens kan worden besteld om op het toestel te klikken. De covers kosten tussen de 12 en 15 euro en dat is exclusief verzendkosten.